# Zawór upustowy

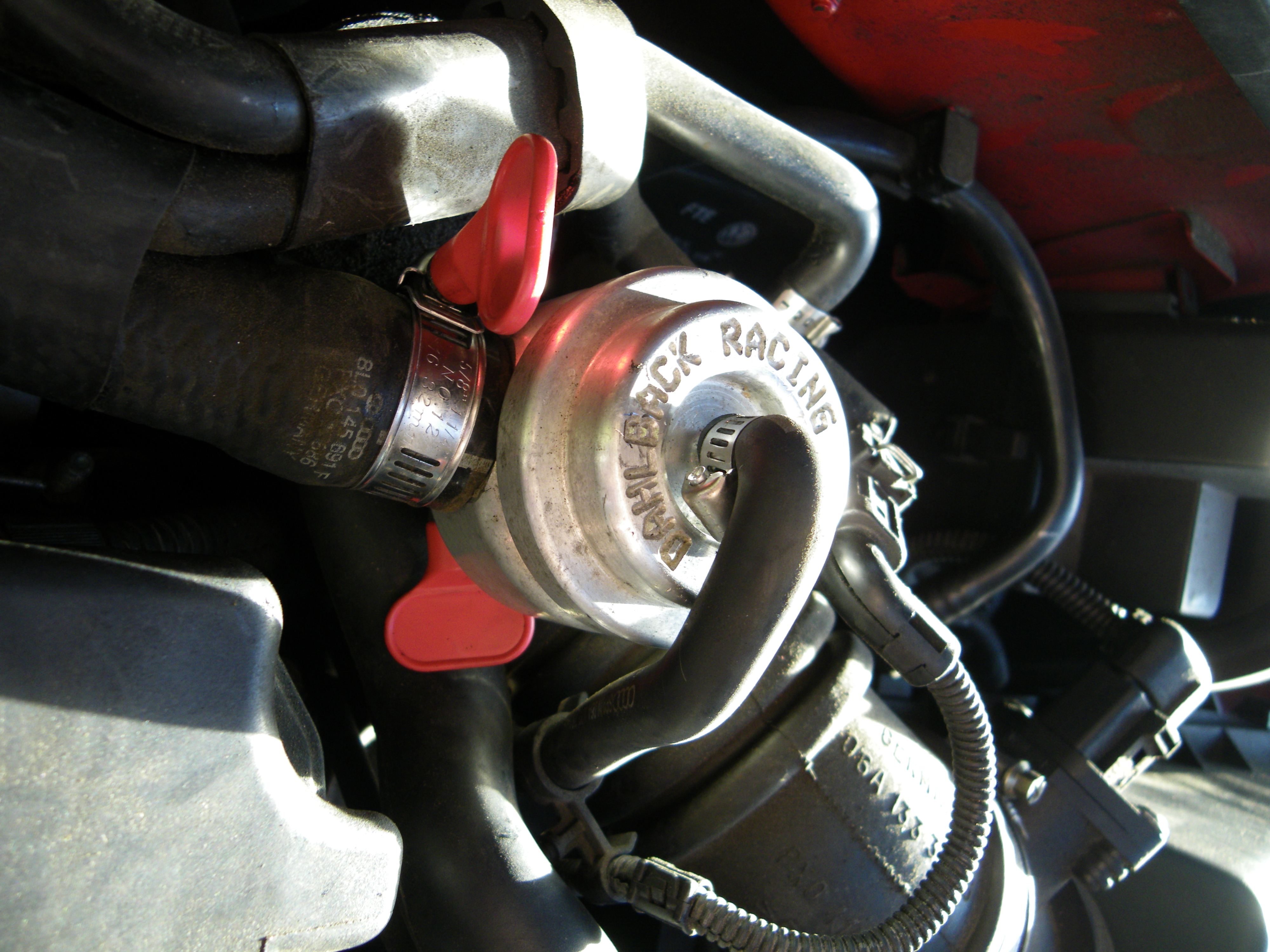
Zawór upustowy

Zawór upustowy (również: bocznikowy, zrzutowy, nadmiarowy)  – zawór mający odprowadzać nadmiar czynnika roboczego z układu regulowanego, proporcjonalnie do przekroczenia zadanej wartości jednego lub więcej parametrów, przeważnie ciśnienia. Nadmiar czynnika może być zwracany w wybrane miejsce układu regulowanego (recyrkulacja) lub kierowany poza układ. Stosowany w celu utrzymania stałych parametrów czynnika roboczego. 
Działanie zaworu realizowane jest przez nacisk czynnika roboczego poprzez membranę. Jeżeli ciśnienie czynnika przekracza wartość ustawionej siły sprężyny, upust zaworu otwiera się zależnie od ciśnienia i czynnik wypływa.
Zawór mający chronić układ przed nadmiernym ciśnieniem czynnika, nazywany jest nadciśnieniowym zaworem bezpieczeństwa.

## Silnik spalinowy
W silnikach spalinowych z doładowaniem, zawór upustowy różnicy ciśnienia (wydmuchowy – ang. pop-off, blow-off, BOV) utrzymuje stałe ciśnienie w układzie dolotowym doładowania.
Gdy przepustnica będzie zamknięta powietrze pompowane przez turbosprężarkę (która jest dalej na obrotach), wylatuje przez zawór upustowy. Zapobiega zwiększaniu ciśnienia w układzie, które może mieć zły wpływ na układ i może przyczynić się do uszkodzenia turbosprężarki.
Dzięki temu również turbina nie traci obrotów, możemy włączyć następny bieg i sprężarka od razu zacznie pompować powietrze, ciśnienie między przepustnicą a komorą spalania i między przepustnicą a turbosprężarką jest takie samo, przy czym silnik reaguje na otwieranie i zamykanie przepustnicy "łagodniej".